# 菅野美寿紀
菅野 美寿紀（かんの みずき、1975年11月27日 - ）は、日本の元女優、元アイドル歌手である。埼玉県富士見市出身（新潟県の記載もあり）。堀越高等学校卒業。身長162cm、血液型AB型。所属事務所はエブリワンミュージック→スカイコーポレーション→ブレス→オフィスまとば。

## 来歴・人物
1989年、スーパーアイディスト・パンツの穴賞受賞。モモコクラブ桃組出席番号2879番。1991年、高市智子と2人組アイドルグループ、こんぺいとうを結成、数枚のCDリリースの後、1994年に解散した。ソロとなった1995年、写真集『MOON』にてヌードを披露し、以後、主に女優として活動する。
2023年時点で映像コンテンツ権利処理機構に登録された

## 出演

### 映画
- パンツの穴 ムケそでムケないイチゴたち 第1話「彼女の本当が知りたくて」（1990年、オムニバス）
- ショムニ（1998年、渡邊孝好監督）- ゆみこ
- ゴジラ・モスラ・キングギドラ 大怪獣総攻撃（2001年、金子修介監督） - 舞梨 役[1]
- アイノカラダ（2003年、村上なほ監督）- 主演・ミズキ
- ゼロ 零（2003年、井出良英監督）
- いらっしゃいませ、患者様。（2006年、原隆仁監督）- 明美

### Vシネマ
- 美女奉行 おんな牢秘抄II（1994年）- お園
- エンジェル（1996年、原作：遊人）- 主演・姫乃樹静香
- エンジェル2 正体不明のお女王様!?（1997年、原作：遊人）- 主演・姫乃樹静香
- くノ一外伝 セーラー服忍法帖（1997年）- 主演
- 監禁逃亡 略奪愛（1997年）- 主演
- 重役秘書3（1998年）- 主演
- 縁切り闇稼業 システム金融の罠（1999年） - 廣瀬暁美
- 縁切り闇家業 恐怖!毒殺保険金詐欺（1999年）
- 七人のスロッター（2000年） - 沢村瑞穂

### テレビドラマ
- 八代将軍吉宗（1995年1月-12月、NHK・大河ドラマ）
- ウルトラマンダイナ 第10話「禁断の地上絵」（1997年、MBS=TBS系）- アキヅキ・ショウコ
- 金曜エンタテイメント 「名探偵 明智小五郎・吸血鬼」 （1999年2月、フジテレビ）
- シネマカクテル「セブンデイズ・パラダイス」（1999年7月、関西テレビ）主演
- ゲームの達人 第2話（2000年4月4日、NHK総合）
- スタイル!（2000年10月-12月、テレビ朝日）
- ハンドク!!! 第3話（2001年10月-12月、TBS）
- 仮面ライダーアギト 第43話「動き出す闇」（2001年12月2日、テレビ朝日） - OL風の女
- スカイハイ2 第1話（2004年1月、テレビ朝日）

### ラジオ
- FMシアター「レンタル・キャリア」（1995年3月18日、NHK-FM）

### CM
- タケダ『ハイシーホワイト2』（2002年）
- ロッテ『f－エフー』（2002年）
- サントリー『和茶』（2003年）
- 高橋酒造『白岳しろ』（2003年）

### 舞台
- 劇団☆新感線プロデュース『西遊記』（1998年、青山劇場）

## 写真集
- MOON（1995年、スコラ）ISBN 978-4796202701
- hana（1998年、英知出版）ISBN 978-4754211851